# 图奇科沃
图奇科沃（羅馬化：Tuchkovo）是俄罗斯莫斯科州的市级镇，属州辖市鲁扎市（鲁扎城市区），地处莫斯科州西部，在区行政中心鲁扎东南、州府莫斯科西偏南方，南侧及东南侧毗邻奥金佐沃市；镇北侧有莫斯科河流过。镇内设有同名铁路车站。
该地2021年人口有18,315人；2010年人口17,381；2002年人口16,966；1989年人口15,047。